# Saaristattus
Saaristattus is een geslacht van spinnen uit de familie springspinnen (Salticidae).

## Soorten
De volgende soorten zijn bij het geslacht ingedeeld:
- Saaristattus tropicus Logunov & Azarkina, 2008